# Пантелеевы
Пантелеевы — дворянские роды.
Есть три фамилии Пантелеевых, две из которых внесены в Гербовник:
1. Пантелеевы, предки которых жалованы были поместьями в 1499 году (Герб. Часть II. № 64).
2. Потомки Василия Пантелеева, жившего во 2-й половине XVI века (в гербовник не внесены).
3. Потомство Фёдора Пантелеева, пожалованного орденом в 1808 году (Герб. Часть XI. № 53).

По семейному преданию первый род происходит от польского выходца пана Телея (Пан/Телей). Легенда не подтверждена ни какими документами, кроме полной тождественности герба Пантелеевых с польским гербом Лебедь. Алексей Пантелеев в 1587 году был в плену в Польше.
Терентий Пантелеев был думным дьяком в ближней царской думе (1588). Пётр Михайлович Пантелеев был генерал-кригс-комиссаром (1766). Николай Николаевич (1814—1874), штабс-ротмистр кавалергардского полка, оставил по духовному завещанию миллион рублей на выкуп крестьянских наделов Порховского уезда. Этот род Пантелеевых внесён в VI часть родословной книги Санкт-Петербургской губернии. (Гербовник II, 64).
Другой род Пантелеевых происходит от Степана Васильевича Пантелеева, получившего от Лжедимитрия грамоту на отцовские поместья (1605). Его потомство занесено в VI и III части родословной книги Астраханской губернии.
Есть ещё несколько родов Пантелеевых позднейшего происхождения. Московский 1-й гильдии купец и фабрикант Фёдор Пантелеев Высочайшим указом 26 октября 1820 года утвержден во дворянстве по Всемилостивейше пожалованному ему 27 мая 1808 года в награду отличного усердия его к пользе общественной, орденом св. Владимира 4 степени; а 14 декабря 1851 года пожаловано сыну его состоящему на службе в канцелярии Комитета Московской детской больницы Фёдору Пантелееву диплом на дворянское достоинство. Герб Пантелеева внесён в Часть 11 Общего гербовника дворянских родов Всероссийской империи, стр. 53.

## Описание герба

#### Герб. Часть II. № 64.
В красном поле изображена серебряная лебедь, стоящая на зелёной траве.
На щите дворянский коронованный шлем. Нашлемник: три страусовых пера. Намёт на щите красный, подложенный серебром.

#### Герб. Часть XI. № 53.
Герб московского купца первой гильдии Фёдора Пантелеева и сына Фёдора: щит поделён горизонтально. В верхней, золотой части, чёрное орлиное крыло, обременённое золотой шестиконечной звездой. Во второй, голубой части, золотая пчела между трех серебряных ключей. Два вертикально надеты на третий, горизонтальный. Над щитом дворянских шлем с короной. Нашлемник: три серебряных страусовых пера. Намёт: справа — чёрный с золотом, слева — голубой с золотом.

## Известные представители
- Пантелеев, Андрей Андреевич (1880—1918) — полковник, участник Белого движения.
- Пантелеев, Андрей Васильевич (1852—1938) — военный, государственный и общественный деятель.
- Пантелеев, Александр Ильич (1838—1919) — генерал.
- Пантелеев, Илья Андреевич (?—1861) — генерал-лейтенант, участник Наполеоновских войн и Кавказских походов.